# Énope
Énope (en griego, Ενόπη) es el nombre de una antigua ciudad griega de Mesenia. 
Se trataba de una de las siete ciudades mesenias que, según narra Homero en la Ilíada, fueron ofrecidas por Agamenón a Aquiles a cambio de que este depusiera su ira.
Estrabón menciona que había diversas opiniones sobre cuál era el lugar donde debía situarse la ciudad de Énope: unos la ubicaban en la ciudad de Pelana; otros, en un lugar próximo a Cardámila y otros, en Gerenia. Pausanias, por su parte, estaba entre los que la identificaban con Gerenia, la cual es la ubicación que los investigadores actuales consideran más probable.